# Vestards Šimkus
Vestards Šimkus (* 21. August 1984 in Jūrmala, Lettische SSR) ist ein lettischer Pianist.

## Leben
Vestards Šimkus begann mit fünf Jahren Klavier an der Emīls-Dārziņš-Musikschule in Riga zu lernen. Später waren seine Lehrer Dmitri Alexandrowitsch Baschkirow and Claudio Martínez Mehner in Madrid, Daniel Pollack in Los Angeles, Vadim Suchanov in München. Sein Kompositionslehrer war Peteris Vasks. Er gehörte zu den Meisterklassen unter anderem von Lazar Berman, Peter Frankl und Igor Zhukov.
Er wirkte seit 1998 in Europa und den Vereinigten Staaten. Er arbeitete dabei bisher unter anderem mit dem BBC Philharmonic, dem Orchestre National de France, der Tschechischen Philharmonie, der Kremerata Baltica, dem Borodin Quartet, der Violinistin Isabelle van Keulen und der Nordwestdeutschen Philharmonie zusammen. In Deutschland trat er beim Kissinger Sommer und dem 17. Usedomer Musikfestival in Erscheinung.
Einige seiner eigenen Kompositionen erschienen bei Schott Music.

## Preise
Neben zahlreichen Preisen und Auszeichnungen in seinem Heimatland erreichte Šimkus beim Internationalen Klavierwettbewerb in Stockholm 2001, beim Internationalen Franz-Liszt-Klavierwettbewerb in Los Angeles 2002, beim 5. Kissinger Klavierolymp 2007 und bei der 55. Maria Canals International Music Competition in Barcelona 2009 jeweils den ersten Platz.
Er erhielt 2005 den Orden des weißen Sterns von Estland.